# Долма (јело)
Долма је група пуњених јела која потичу из Јужног Кавказа, централне Азије и Блиског истока, у којима се поврће или листови користе за умотавање друге хране која се користи као пуњење. Уобичајено поврће за пуњење су парадајз, паприка, лук, тиквице, патлиџан и шиљата тиква. Пуњени листови купуса и листови винове лозе такође су веома популарни — ово јело је познато као сарма. Месне долме се обично послужују топло, често са тахини или авголемоно сосом. Долме припремљене са маслиновим уљем и пуњене пиринчем углавном се служе хладне са сосом од белог лука и јогурта.
Оваква јела веома су популарна и на Балкану.
Године 2017. израда долме у Азербејџану уврштена је на Унескову листу нематеријалног културног наслеђа. Ова традиција је присутна у целом Азербејџану и доживљава се као главна кулинарска традиција у свим регионима.

## Име и етимологија
Реч долма туркијског је порекла од речи долмак (напунити). Јело се налази у кухињама туркијских земаља, Балкана, Јужног Кавказа, централне Азије, Блиског истока и Арабије. Та реч варира између туркијских дијалеката названих долама на туркменском и тулма на татарском језику. Реч долма највероватније потиче из османске дворске кухиње.

## Историја
Долма је вековима била део блискоисточне кухиње. Иако сама реч долма највероватније вуче корене из кухиње османског двора, о пуњеном поврћу сведочи се и у предотоманским арапским куварима који укључују рецепте попут патлиџана пуњених месом. Такође, у Античкој Грчкој лист смокве пуњен заслађеним сиром звао се thrion.
Иранска сорта долме је пронађена најкасније до 17. века, а у 19. веку кувар Насер ал-Дин Шах Каџар бележи неколико сорти, укључујући пуњене листове винове лозе, листове купуса, краставце, патлиџане, јабуке и дуње. Надеви укључују млевено месо, сотирану нану, пиринач и шафран.
Сиријци, Либанци, Ирачани и Иранци вековима праве пуњене листове винове лозе. Временом су се развијале регионалне варијације. Садржи пуњене листове купуса, лука и патлиџана, куваних у сосу од парадајза. Долма је део кухиње и сефардских Јевреја. Ирачке јеврејске породице имале су верзију долме са слатко-киселим укусима, која није заступљена у другим верзијама.
Током зимских месеци купус је био основна храна за сељаке у Персији и Османском царству, а проширио се и на Балкан. Јевреји у Османском царству користили су локално узгојено лишће винове лозе и усвојили турска имена јела. Јевреји у источној Европи припремали су варијације пуњених кифлица са кошер месом - ово јело се на руском назива голубтси, на украјинском холубтси, на пољском gołąbki и на јидишу holishkes или teibel. Како је месо било скупо, пиринач се понекад мешао са месом. Јевреји у Европи би понекад заменили пиринач јечмом, хлебом или кашом.
Пуњено поврће је такође уобичајено у грчкој кухињи, назива се gemista или tsounidis , а mahshi на арапском. Још један пример је бенгалско јело потолер дорма или пуњена шиљаста тиква. Према речима Антонија Качучиријана, члана јерменске заједнице у Колкати (Индија), бенгалско јело је прилагођено месом пуњеним лишћем винове лозе.
У Персијском заливу је заступљен басмати пиринач, а укус надева може се побољшати парадајзом, луком и кимом. Муслиманске породице често служе долму као део ифтарског оброка током Рамазана и током прославе Рамазанског бајрама којим обележавају крај светог месеца. Асирци припремају безмесне долме за Велики пост. Велики лонци долме припремају се током прославе Новруза.

## Врсте
- Постоје многе сорте долми zeytinyağlı (са маслиновим уљем) и sağyağlı (са бистрим маслацем). Zeytinyağlı долме се обично пуне пиринчем и послужују хладне, а варијације са надевима од меса служе се топле.
- Долме са листовима винове лозе
- Долме са поврћем (листови купуса, паприка, парадајз, тиквице...)
- Долме са морским плодовима
- Долме са изнутрицама
- Долме са воћем